# Tumbaya
Tumbaya è un comune (comisión municipal in spagnolo) dell'Argentina, appartenente alla provincia di Jujuy, capoluogo del dipartimento omonimo. 

## Geografia
Tumbaya è situata sulla sponda destra del Río Grande, nella regione della Quebrada de Humahuaca. Dista 49 km a nord-ovest dalla capitale San Salvador de Jujuy.

## Monumenti e luoghi d'interesse
- Chiesa di Nostra Signora dei Dolori, costruita alla fine del XVIII secolo, è stata proclamata monumento nazionale.

## Società
In base al censimento del 2001, nel territorio comunale dimorano 884 abitanti, di cui 321 nella cittadina capoluogo del comune.

## Infrastrutture e trasporti
Tumbaya è attraversata dalla strada nazionale 9 che la unisce con San Salvador de Jujuy e la frontiera boliviana.